# Даймацу, Хиробуми
Хиробуми Даймацу (яп. 大松博文, англ. Hirofumi Daimatsu; 12 февраля 1921 — 24 ноября 1978) — японский волейбольный тренер.

## Биография
Хиробуми Даймацу родился в японском городе Утадзу префектуры Кагава. Начал заниматься волейболом в средней школе. Затем играл за команду университета Кансай, после окончания которого в 1941 году поступил на работу на текстильную фабрику «Нитибо». В конце 1941 Даймацу был призван в армию и участвовал в боях в Юго-Восточной Азии, в битве при Импхале. После демобилизации вернулся на фабрику (город Асикага близ Осаки) и начал тренировать женскую волейбольную команду. Руководством компании «Нитибо» перед командой была поставлена цель — стать сильнейшей в стране. Тренировки проходили без отрыва от производства и отличались высочайшими физическими нагрузками, доведением до автоматизма игровых элементов и беспрекословным подчинением тренерским требованиям. За сверхжёсткие требования к игрокам Даймацу получил прозвище «враг женщин» и «дьявол», но созданная им система быстро дала результат. В 1953 году команда «Нитибо» выиграла чемпионат Японии (играли по системе 9х9, то есть в каждой команде на площадке находилось по 9 игроков). В 1958 из различных команд компании была создана единая команда и выиграла первый же чемпионат Японии, проведённый по системе международного волейбола 6х6.
В 1959 от азиатской системы (9х9) было принято решение полностью отказаться, а уже через год «Нитибо» под флагом сборной Японии впервые вышла на официальную международную арену, приняв участие в чемпионате мира, проходившем в Бразилии. На самом турнире дебютантки неожиданно для многих заняли 2-е место, уступив в упорной борьбе только сильнейшей команде мира — сборной СССР. Система подготовки, созданная Даймацу, начала приносить свои плоды и на международном уровне.
В 1961 подопечные Даймацу в ходе турне по Европе одержали 24 победы в 24 матчах, заслужив прозвища «дальневосточный тайфун» и «тихоокеанские колдуньи». Спустя год очередное мировое первенство, проходившее в СССР, завершилось убедительной победой сборной Японии. В ходе турнира команда Даймацу провела 9 матчей и во всех одержала победы с общим счётом 27:1, отдав лишь один сет хозяйкам чемпионата — команде СССР.
В 1962 году женский волейбол дебютировал в программе Азиатских игр, причём в обоих разновидностях — классической и азиатской (9х9). Одним и тем же составом под руководством Даймацу японские волейболистки без серьёзных затруднений первенствовали в обоих турнирах.
В 1964 году в Токио состоялся олимпийский дебют волейбола. В турнире женских команд сборная Японии не позволила никому усомниться в своём превосходстве, одержав победы во всех 5 проведённых матчах. Лишь бронзовые призёры из команды Польши смогли взять у хозяек одну партию. Сыгранный в последний день соревнований матч между главными фаворитами олимпийского турнира, которыми были японская и советская команды, прошёл в упорной борьбе, но тем не менее завершился трёхсетовой победой подопечных Даймацу.
Вскоре после триумфа на Олимпиаде большинство волейболисток сборной и клуба «Нитибо» оставили спорт. Ушёл в отставку и Хиробуми Даймацу. В 1965 году по приглашению главы правительства КНР Чжоу Эньлая он работал в Китае и внёс большой вклад в подготовку местной национальной команды. В 1968—1974 Даймацу являлся членом Палаты советников парламента Японии от Либерально-демократической партии, в 1971—1972 возглавляя в нём Совет по образованию.
С 1974 Даймацу занимался общественной деятельностью по популяризации и развитию волейбола в стране. Является автором трёх книг на волейбольную тематику.
Скончался от инфаркта миокарда 24 ноября 1978 года в возрасте 57 лет. В 2000 был принят в Зал волейбольной славы, находящийся на родине волейбола в американском городе Холиоке (штат Массачусетс).

### Тренерская карьера
- 1948—1964 —  «Нитибо» (Асикага/Кайдзука) — женщины — главный тренер;
- 1960—1964 —  женская сборная Японии — главный тренер.

## Тренерские достижения

### Сженской сборной Японии
- Олимпийский чемпион 1964.
- чемпион мира 1962;
  - серебряный призёр чемпионата мира 1960.
- двукратный чемпион Азиатских игр 1962 (классический и азиатский волейбол).

### Клубные
- 3-кратный чемпион Японии (система 9х9) — 1953, 1956, 1957.
- 6-кратный чемпион Японии (система 6х6) — 1958, 1959, 1961—1964.